# Осима (округ, Хоккайдо)
Осима (яп. 渡島支庁 Осима-ситё:) — округ в составе губернаторства Хоккайдо (Япония). На октябрь 2005 года население округа составляло 449 435 человек. Официальная площадь округа — 3,936.4 км².
В городе Хакодате расположен аэропорт Хакодате.

## История
- Округ создан в 1897 году.

## Состав округа

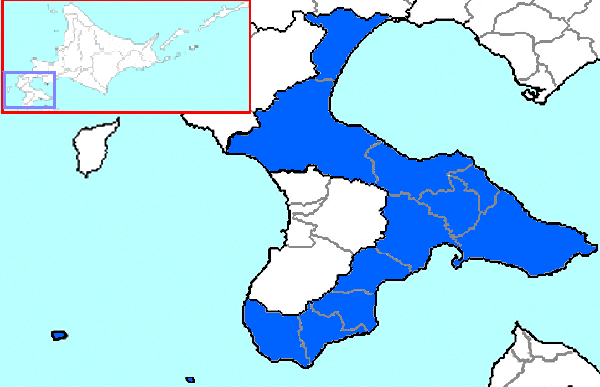
Округ Осима

### Города
- Хакодате (административный центр округа)
- Хокуто

### Города и деревни уездов
- Камеда
  - Нанаэ
- Камиисо
  - Киконай
  - Сириути
- Каябе
  - Мори
  - Сикабе
- Мацумаэ
  - Мацумаэ
  - Фукусима
- Футами
  - Якумо
- Ямакоси
  - Осямамбе